# Réthymnon (district régional)
Pour la ville, voir Réthymnon.
Le district régional de Réthymnon (grec moderne : Περιφερειακή ενότητα Ρεθύμνης) est l'un des quatre districts régionaux de la périphérie de Crète, en Grèce. Il a succédé au nome de Réthymnon au 1er janvier 2011 dans le cadre de la réforme Kallikratis. Son chef-lieu est Réthymnon.
Les principales activités de ce district régional sont le tourisme, l’agriculture et l’élevage. Le village d’Anógia est considéré comme ayant le plus fort taux de natalité d’Europe.[réf. nécessaire]

## Dèmes (municipalités)

Carte des dèmes du district régional de Réthymnon depuis la réforme Kallikratis.

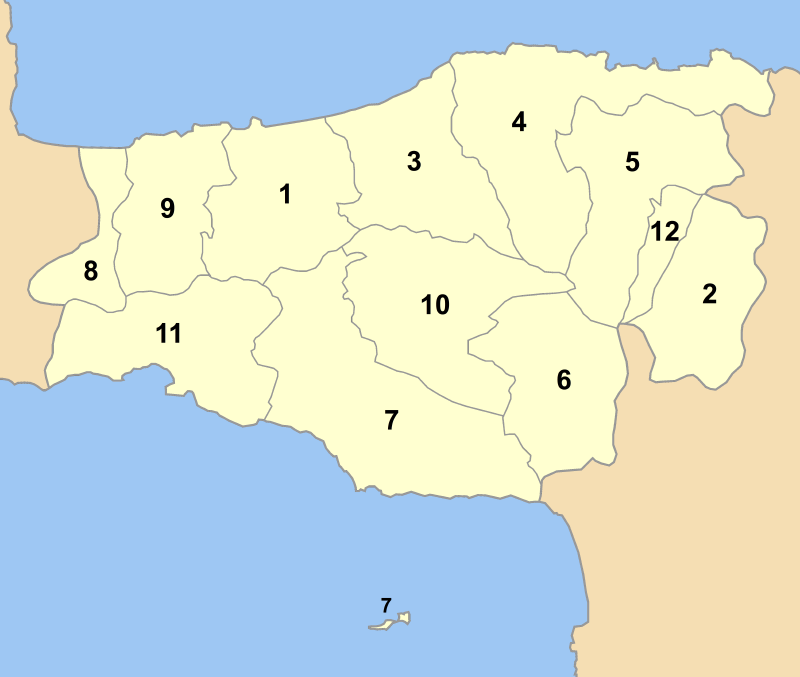
Carte des dèmes du nome de Réthymnon avant la réforme Kallikratis, qui sont les districts municipaux actuels.

Lors de la réforme Kallikratis (2011), les onze anciens dèmes et la communauté du nome de Réthymnon sont fusionnés en sept nouveaux dèmes, dont ils deviennent des districts municipaux. Les numéros correspondent à leur emplacement sur la carte.
| Nouveau dème        | Chef-lieu                                        | District municipal | Code YPES | Chef-lieu (si différent) | Code postal | Préfixe tél. |
| ------------------- | ------------------------------------------------ | ------------------ | --------- | ------------------------ | ----------- | ------------ |
| 2. Ágios Vasílios   | Spíli                                            | Lámpi              | 4406      | Spili                    | 740 66      | 28320-2      |
| 2. Ágios Vasílios   | Spíli                                            | Finikas (en)       | 4411      | Myrthios                 | 740 60      | 28320-3      |
| 3. Amári            | Agia Fotini (el) (siège historique : Fourfouras) | 6. Kourítes        | 4405      | Fourfouras               | 740 62      | 28330-4      |
| 3. Amári            | Agia Fotini (el) (siège historique : Fourfouras) | 10. Syvritos (en)  | 4410      | Agia Fotini              | 740 61      | 28330-2      |
| 4. Anógia           | Anógia                                           | Anógia             | 4401      |                          | 740 51      | 28340        |
| 5. Mylopótamos      | Pérama                                           | 4. Geropótamos     | 4403      | Pérama                   | 740 52      | 28340-2      |
| 5. Mylopótamos      | Pérama                                           | 5. Kouloúkonas     | 4404      | Garázo                   | 740 54      | 28320-4      |
| 5. Mylopótamos      | Pérama                                           | 12. Zonianá        | 4411      |                          | 740 51      | 28340        |
| 1. Réthymnon (dème) | Réthymnon                                        | 3. Arkádi          | 4402      | Ádele                    | 741 00      | 28310-8      |
| 1. Réthymnon (dème) | Réthymnon                                        | 8. Lappa           | 4407      | Episkopi (el)            | 740 55      | 28310-6      |
| 1. Réthymnon (dème) | Réthymnon                                        | 9. Nikifóros Fokás | 4408      | Gonia                    | 741 00      | 28310-3      |
| 1. Réthymnon (dème) | Réthymnon                                        | 1. Réthymnon       | 4409      |                          | 741 00      | 28310-2 à 9  |